# Citera (ciudad)
Citera (en griego, Κύθηρα) es el nombre de una localidad griega situada en la isla de su mismo nombre, Citera. En la Antigüedad era parte de Laconia, pero actualmente pertenece a la periferia del Ática.

## Historia
En el año 424 a. C., durante la guerra del Peloponeso, los atenienses realizaron una expedición contra Citera, con sesenta naves. Al llegar a la isla tomaron primero la ciudad de Escandea y luego se dirigieron contra Citera, que entonces estaba alejada del mar. Sus habitantes resistieron un tiempo pero luego acordaron someterse a los atenienses. Estos establecieron allí una guarnición. Trasladaron a algunos habitantes de Citera por motivos de seguridad y el resto de los habitantes debía pagarles un tributo de cuatro talentos. En la paz de Nicias del año 421 a. C. se estipuló que los atenienses debían devolver Citera a los espartanos; sin embargo, en la expedición a Sicilia del año 415 a. C., los citerenses combatieron al lado de los atenienses.
En el año 393 a. C., una expedición bajo el mando de Farnabazo ocupó Citera y sus habitantes fueron enviados a Laconia. Farnabazo mandó reparar las murallas y dejó una guarnición bajo el mando del ateniense Nicofemo.
En época de Estrabón, Citera era ocupada como propiedad privada por el espartano Euricles.
Pausanias ubicaba la ciudad de Citera a diez estadios de la de Escandea y menciona que en Citera se rendía culto a Afrodita Urania y que el origen de este culto era fenicio.